# キキョウナデシコ
キキョウナデシコ（桔梗撫子、学名 Phlox drummondii）は、ハナシノブ科フロックス属の植物で、園芸植物（花卉）として栽培されている。
「ききょうなでしこ」は、牧野植物図鑑にもみられる古くからの和名である。しかし、キキョウ科でもナデシコ科でもない植物の和名としてはあまりふさわしくないこともあり、現在は学名のままフロックス・ドラモンディと呼ばれることが多い。

## 形態・生態
耐寒性または半耐寒性の一年草。草丈は15～50cmであるが、矮性種のほうが好まれている。茎は直立するが、特に矮性種では、分枝も多い。葉は茎の下部では対生、上部では互生し、長楕円形で、長さ5cm、はばは1cm程度である。花は秋まきでは初夏、春まきでは夏に開花し、直径2cmくらいの漏斗型の花が数個ないし十数個まばらな円錐花序に咲き、花色には薄紫、淡紅色、紅などがある。

### 品種
欧米の大きな種苗店では、一代交配種も含め、十種以上を扱っているところがある。日本でもたまにこうした新品種が紹介されることがあるが、現在は丸弁のいわゆるドラモンディと、花弁の先がとがって★形のスターフロックスが出回っているだけである。

## 分布
アメリカ合衆国のテキサス州からニューメキシコ州にかけて分布する。

## 人間との関わり
こぼれ種で増えることもあるほど丈夫な草花で、半日陰や、やせた土地でも割合良くできる。多湿に弱いため、少し乾かし気味に育てると良い。種まきは首都圏以南では、秋の彼岸ころ、高冷地や東北・北海道地方では、ソメイヨシノが散るころにまくのがよい。